# Hogu's Love
Hogu's Love (en hangul, 호구의 사랑) también conocida en español como El amor de Hogu y El amor del tonto, es una serie de televisión surcoreana emitida originalmente durante 2015 y protagonizada por Choi Woo Shik, Uee, Lim Seulong y Lee Soo Kyung. 
Fue trasmitida por tvN desde el 9 de febrero, hasta el 31 de marzo de 2015 con una longitud de 16 episodios al aire la noches cada lunes y martes a las 23:00 (KST). Está basada en el webtoon de Yoo Hyun Sook titulado homónimamente y publicado desde 2013.
No es la primera vez que un webtoon de Yoo Hyun Sook es llevado a la televisión, anteriormente uno de sus trabajos, fue adaptado y emitido con el nombre de «Flower Boys Next Door» que en Hispanoamérica fue titulado «Bella Solitaria».

## Argumento
Kang Ho Gu, es un chico algo inocente, el nunca ha tenido una novia, pero al contrario de lo que todos creen, él es dulce y su ingenuidad le permite poder acercarse más a las personas. Su inteligente hermana gemela Kang Ho Kyung y sus mejores amigos, Kim Tae Hee y Shin Chung Jae por ser tan poco hábil, lo molestan.
Por otro lado Do Do Hee es un atleta en el equipo de natación nacional de Corea, y ganó la medalla de plata en los Juegos recientes asiáticos, ágil y competitiva, se siente frustrado al no conseguir el primer lugar, esto sumado a otro misterioso acontecimiento.
El tímida e intimidado Ho Gu estaba enamorado de Do Hee en la adolescencia, por su belleza y buena habilidad en deportes haciéndola la chica más popular en la escuela secundaria. Ella es la única razón por la que va a su gran reunión de la escuela, y cuando se reúnan de nuevo, se sorprende al enterarse de que ella lo recuerda. Ho Gu toma la oportunidad de pasar tiempo con la chica de sus sueños, sin saber que Do do hee tiene un secreto, está embarazada, posiblemente de su exnovio Byun Kang Chul, el presidente de la clase y ahora un abogado de éxito.
Ho gu pese a su inocencia, revive el amor que sentía con ella, incluyendo posiblemente quedarse con el bebé.

## Reparto

### Principal
- Choi Woo Shik como Kang Ho Gu.
- Uee como Do Do Hee.
- Lim Seulong como Byun Kang Chul.
- Lee Soo Kyung como Kang Ho Kyung.

### Secundario
Relacionados con Do Hee
- Choi Deok-moon como So Shi-min.

Relacionados con Hogu
- Jung Won Joong como Kang Yong Mu.
- Park Soon Chun como Kim Ok Ryung.
- Choi Jae Hwan como Kim Tae Hee.
- Lee Si-eon como Shin Chung-jae.

Relacionados con Kang Chul
- Oh Young Shil como Mok Kyung Jin.
- Park Ji Il como Byun Kang Se.
- Song Ji In como In Gong Mi.

### Otros
- Kim Hyun Joon como Noh Kyung Woo.
- Ha Ji Young como Reportero.
- Go Ara como Ji-yoon
- Lee Joo-woo como Min-ji
- Han Geun Sub.
- Oh Hee Joong.
- Lee Jin Kwon.
- Won Woong Jae.
- Ahn Soo Ho.
- Shin Young Il.
- Noh Min Sang.
- Kwon Byung Kil.
- Lee Yoon Sang.
- Jang Tae Min.
- Kim Hye Hwa.
- Han Yeo Wool.
- Moon Je Young.

Apariciones especiales
- Lee Sung-min como Oh Sang Shin (episodio n.º 1).
- Jang Young-nam.
- Min Do-hee (episodio 2)[5]
- Kang Joon (C-Clown).[6]
- Baek Min Hyung.

## Banda sonora
- Linus' Blanket - «Kangaroo».
- Kim Hyung Joong - «If You Call My Name».
- Lim Seulong (2AM) & Esna - «Destiny».
- Cho Kyuhyun - «Till I Reach Your Star».
- Jun So Hyun - «RE: Till I Reach Your Star».

## Emisión internacional
- Francia: Gong (2016).
- Taiwán: EBC (2016)